# Le Visiteur du futur (film)
Pour la web-série, voir Le Visiteur du futur.
Pour plus de détails, voir Fiche technique et Distribution.
Le Visiteur du Futur est une comédie de science-fiction réalisée par François Descraques, sortie en 2022. Adapté de la web-série du même nom créée par François Descraques en 2009, le film propose une nouvelle aventure mêlant humour, action et voyages temporels, tout en conservant l'esprit et les personnages qui ont fait le succès de la série originale.
En 2555, dans un futur dévasté, l’apocalypse menace la Terre. Le dernier espoir repose sur un homme capable de voyager dans le temps. Sa mission : retourner dans le passé et changer le cours des événements. Sa cible : Gilbert Alibert, un député sur le point de valider la construction d'une centrale nucléaire avec la société chinoise Axomako. Cet événement va causer dans le futur une immense catastrophe : un nuage radioactif qui tue la moitié de la population mondiale tous les 70 ans.

## Synopsis
Dans un futur proche, une centrale nucléaire de la firme chinoise Axomako est sur le point de connaître une explosion catastrophique. Alors que deux ingénieurs, Galabroche et Defunax, tentent de sauver la centrale, un homme, qui déclare provenir du futur, apparaît près d'eux en se téléportant et leur dit d'appuyer sur le bon bouton pour éviter l'explosion. Mais alors qu'il s'explique, il est retrouvé par des agents de la « Brigade Temporelle ». Le « Visiteur » doit fuir précipitamment. Les agents, afin de maintenir le cours du temps, indiquent aux deux ingénieurs de ne pas suivre ce que leur a dit le visiteur. Après le départ des agents, les ingénieurs appuient sur le mauvais bouton, ce qui cause l'explosion de la centrale.
Dans le présent, Gilbert Alibert, un député, annonce signer un contrat avec Axomako pour la construction d'une centrale nucléaire durant une conférence de presse. Il est interpellé par sa fille, Alice, qui lui rappelle les risques de confier la construction de la centrale à Axomako et ses méthodes obsolètes. Alice est ensuite arrêtée avec ses deux complices écologistes, Charlie et Lucien, qui ont filmé la scène. Au commissariat, Alice est récupérée par Gilbert. Sur le chemin du retour, Alice se sépare de son père après une dispute. Elle est rappelée par Charlie et Lucien, qui lui font un chantage : si elle vole l'ordinateur de son père pour tenter de créer un scandale politique, ils ne diffuseront pas la vidéo de son intervention à la conférence de presse. Alice accepte à contrecœur, ne voulant pas être reconnue.
La nuit venue, Alice s'introduit chez son père pour voler l'ordinateur, mais tombe nez-à-nez avec le Visiteur qui tentait de faire la même chose. Alice assomme le Visiteur avec une bouteille, tandis qu'arrive la Brigade Temporelle au même moment, composée de Louise, Mattéo et Victor. En tentant d'appréhender le Visiteur, Victor blesse accidentellement Gilbert par balle. Afin de mener à bien sa mission, le Visiteur s'accroche à Gilbert pour l'emporter avec lui dans le futur, mais emmène également Alice avec lui.
Alors que Gilbert est kidnappé par le complice du Visiteur, Alice tente de s'échapper, mais tombe sur le paysage d'un Paris en ruines. Sous le choc, elle s'évanouit. Elle se réveille dans une chambre et fait la connaissance de Raph, un jeune adulte fan de jeux vidéo qui vient, tout comme elle, du présent et que le Visiteur a recruté pour ses missions temporelles. Alice et Gilbert font ensuite plus ample connaissance avec le Visiteur, ainsi qu'avec le professeur Henri Castafolte, qui leur explique que de très nombreuses catastrophes ont eu lieu dans le futur et que l'explosion de la centrale d'Axomako a créé un nuage radioactif qui a non seulement causé l'apparition de zombies, mais tue également la moitié de la population terrestre à chacun de ses passages.
Emmenant Gilbert face au nuage radioactif pour lui montrer les conséquences de son acte, le Visiteur tente ensuite de le tuer, mais il en est empêché par Raph et Henri, qui pensent que cet acte aurait de trop grandes conséquences sur le continuum espace-temps, du fait du risque de paradoxe. Alice est persuadée que Gilbert peut changer d'avis et Henri évoque l'hypothèse du « changement interne » : si Gilbert décide de lui-même de ne pas construire la centrale, la Brigade Temporelle ne pourra rien faire contre eux. Sur le chemin du retour, on apprend également que la seule personne qui était capable de faire changer d'avis Gilbert était sa défunte femme, qui est décédée à l'accouchement d'Alice.
Alors qu'Henri rentre au laboratoire, les quatre autres se rendent dans un bar. Voyant les individus bizarres du futur, Gilbert n'a aucunement envie de changer d'avis, voyant ce que le futur est devenu. Gilbert et Alice parviennent à s'enfuir du bar au moment où la Brigade Temporelle retrouve le laboratoire du Visiteur. Henri, encore à l'intérieur, les voit arriver et déclenche l'autodestruction avant de fuir. La Brigade cherche alors des indices pour retrouver la trace du Visiteur.
Dehors, Gilbert et Alice tombent nez-à-nez avec des zombies. Rattrapés par le Visiteur et Raph, ils sont sauvés par les enfants du « Terrier », une tribu d'enfants menés par Belette, une proche amie du Visiteur. Alors que le groupe de quatre prend le repas, Henri Castafolte débarque à la suite d'un saut temporel pour prévenir de l'arrivée imminente de la Brigade. Malgré la défense des enfants, la Brigade lance une grenade explosive pour s'en débarrasser : Henri saute sur la grenade pour les protéger, se sacrifiant au passage. Il est révélé qu'Henri était en réalité un robot. Sous le choc, le Visiteur tente à nouveau de tuer Gilbert, qui semble cette fois accepter son sort. Mais hésitant à nouveau, il est cette fois immobilisé par la Brigade, tout comme Raph. Gilbert et Alice sont aussi emmenés.
Au QG de la Brigade Temporelle, Constance, la présidente de la Brigade, tente de persuader Alice que tenter une action pour changer le cours du temps n'aura que des conséquences néfastes. Pour la convaincre, Constance met Alice face à elle-même, plus âgée : l'Alice du futur explique à celle du présent que la signature de la construction lui permettra d'avoir une vie meilleure et que, de toute manière, son père est condamné du fait de sa grande consommation d'alcool depuis sa naissance et le décès de sa femme. Alors que le Visiteur et Raph sont jugés pour leurs crimes temporels, Gilbert et Alice sont ramenés à leur époque par la Brigade.
Le Visiteur explique à Constance qu'il a déjà réussi, avec Raph et Henri, à réaliser plusieurs changements temporels sans que la Brigade ne s'en rende compte : en effet, seuls ceux ayant participé à un changement temporel conservent les souvenirs de l'ancienne réalité. C'est alors qu'un changement temporel massif est détecté : en effet, dans le présent, Gilbert, réalisant le courage de sa fille, a finalement décidé de ne pas signer la construction. Refusant de prendre le risque de briser le continuum espace-temps, Constance ordonne à Mattéo et Victor de forcer Gilbert à signer le contrat (sous peine de tuer Alice) et demande à Louise d'emprisonner le Visiteur et Raph.
Pendant ce temps, le nuage radioactif déferle sur Paris et tue tout le monde sur son passage. Henri, malgré l'explosion de la grenade, est encore fonctionnel, mais en pièces détachées : il tente d'être réparé par les enfants du Terrier pour fabriquer un bracelet temporel. Au QG de la Brigade Temporelle, Louise décide, sur un coup de tête, de finalement aider le Visiteur et Raph, et parvient à leur fournir des bracelets temporels. Le Visiteur tente d'arrêter Mattéo, qui doit forcer Gilbert à signer, tandis que Raph cherche à maîtriser Victor qui tient Alice en otage. Après des bagarres à coups de sauts temporels, Alice parvient finalement à assommer Victor. Malheureusement, de son côté, le Visiteur a échoué à arrêter Mattéo, et Constance est elle-même venue sur place pour assister à la signature.
Alors que Gilbert s'apprête à signer sous la contrainte, il se met à pleurer : ses souvenirs commencent à s'embrouiller et le monde autour de lui commence à changer radicalement. Alice, ayant récupéré le bracelet temporel de Victor, met son plan à exécution. Sachant que seule sa mère a été capable de faire changer d'avis Gilbert sur l'écologie, et ayant toujours pensé qu'il aurait eu une vie meilleure sans elle, Alice décide de provoquer un immense paradoxe temporel en empêchant sa propre naissance : dans la salle d'accouchement, elle met en joue le médecin avec une arme, et lui ordonne de sauver sa mère. Cela cause un immense bouleversement temporel : le Visiteur retrouve brièvement Constance et lui montre sa victoire, tout en lui disant qu'elle ne se souviendra de rien dans la nouvelle réalité qui sera créée.
Gilbert se jure de ne pas oublier Alice et se réveille chez lui dans une réalité alternative : celle qu'il aurait vécu si Alice n'avait pas pu naître. Il retrouve ainsi sa femme, bien en vie, ainsi que les deux filles qu'il aurait eues avec elle par la suite. Sa femme lui annonce qu'il a signé, la veille, un contrat pour une usine à énergie renouvelable. Dans le futur, à la suite de cet immense changement temporel, le Visiteur, Henri et Raph réalisent désormais que tout est possible, d'autant que l'aide de Louise durant le changement temporel (qui a donc conservé les souvenirs de l'ancienne réalité) leur permet désormais d'avoir un agent double au sein de la Brigade Temporelle.
Ils sont alors rejoints à la table par Alice, toujours en vie : elle est désormais une « SDF de la réalité » d'après les mots du Visiteur. Puisqu'elle a accompli son acte d'effacement de la réalité, le fait de l'avoir réalisé lui permet tout de même d'exister dans le futur. Elle rejoint l'équipe du Visiteur, d'Henri et Raph pour tenter de continuer à rendre le futur meilleur : au-dessus d'eux, Paris est toujours en ruines, mais est cette fois couvert de verdure : le nuage radioactif a enfin disparu.

## Fiche technique
Sauf indication contraire, les informations mentionnées dans cette section peuvent être confirmées par la base de données cinématographiques Allociné,  présente dans la section « Liens externes ».
- Titre original : Le Visiteur du futur
- Réalisation : François Descraques
- Scénario : François Descraques
- Décors : Paul Chapelle
- Costumes : Cécile Auclair
- Photographie : Matthieu Misiraca
- Montage : Quentin Eiden
- Musique : Jimmy Tillier
- Production : Stéphane Parthenay, Robin Boespflug-Vonier et Laurent Lecêtre (directeur de production)
- Sociétés de production : Pyramide Productions, France 2 Cinéma et Scope Pictures (coproduction)
- Société de distribution : KMBO
- Format : couleur
- Pays de production :  France
- Budget : 4,5 millions d’euros (hors budget marketing)
- Langue originale : français
- Genre : science-fiction, comédie
- Durée : 102 minutes
- Dates de sortie :
  - France : 18 août 2022 (avant-premières en région)[2]; 7 septembre 2022  (en salle)

## Distribution
Sauf indication contraire, les informations mentionnées dans cette section peuvent être confirmées par la base de données cinématographiques Allociné,  présente dans la section « Liens externes ».
- Arnaud Ducret : Gilbert Alibert
- Enya Baroux : Alice Alibert
- Florent Dorin : Renard, le visiteur
- Raphaël Descraques : Raph
- Slimane-Baptiste Berhoun : Dr Henry Castafolte
- Audrey Pirault : Louise
- Mathieu Poggi : Mattéo
- Vincent Tirel : Victor
- Lénie Chérino : Constance
- Ludovik : Richard Dassault
- Simon Astier : Michel Millot
- Assa Sylla : Belette
- Alex Ramirès : Fabio, le chauffeur de Gilbert
- David Coscas (crédité Mcfly) : Galabroche
- Raphaël Carlier (crédité Carlito) : Defunax
- Marc Riso : Francis
- Kyan Khojandi : Boris
- Bruno Muschio : Régis
- David Marsais : Picpus
- Monsieur Poulpe : le survivant qui bave
- Davy Mourier : le survivant qui ne louche pas[3]
- Valentin Jean : Lucien
- Jenny Letellier : Charlie
- Julie Farenc : Cathy
- Bruce Benamran : un journaliste

## Production

### Genèse et développement
Le concept même d'une suite à la web-série est « dans les cartons » depuis la fin de la saison 4 en 2014. C'est en 2018, le 11 octobre, sur ses réseaux sociaux, que le réalisateur annonce le lancement du projet. Cette suite, selon les mots du réalisateur, ne devait pas être une simple saison 5, transposée dans les salles obscures.

« Il fallait que l'histoire soit vraiment une porte d'entrée pour tout le monde tout en respectant la mythologie de la série »

En cela, le réalisateur précise que les évènements du film se déroulent 8 années après la fin de la série, mais également après les péripéties du livre, La Meute, et le manga, La Brigade Temporelle. Après plusieurs années, où la société de production, Pyramide productions, cherche des partenaires financiers dans « un parcours du combattant », le film peut démarrer.
Il a fallu trois ans à François Descraques pour avoir une version du scénario qui lui convenait.

### Attribution des rôles
En plus des acteurs et actrices d'origine, tels Florent Dorin ou Raphaël Descraques présents dans la web-série qui reprennent leur rôle, le film apporte de nouveaux personnages comme celui d'Arnaud Ducret et d'Enya Baroux qui deviennent les personnages centraux. Lors de la publication des premières images du film, la présence au casting des deux youtubeurs McFly et Carlito est confirmée.
François Descraques explique que son choix pour le personnage principal s'est porté sur une femme car il voyait beaucoup de filles revêtir la tenue du Visiteur en conventions.
Le réalisateur annonce également que certains personnages du livre et du manga seront portés à l'écran en « chair et en os ».

### Financement
Le budget du film est estimé à 4,5 millions d'euros,.
Le film a pu être financé grâce à la présence d'Arnaud Ducret, que McFly et Carlito ont encouragé à participer au projet. Pour les remercier, François Descraques leur a donné un rôle dans le film.

### Tournage
Le tournage du film débute le 17 mars 2021 après avoir été décalé en raison de la pandémie de Covid-19. Il a eu lieu en Moselle et Meurthe-et-Moselle, notamment à Nancy, pendant 33 jours.
Le tournage s'est déroulé pendant l'épidémie de Covid-19, dans des conditions strictes. Les équipes étaient régulièrement testées et l'accès au plateau, ainsi que les sorties, se faisaient « par un sas anti-covid ».

## Accueil

### Promotion
Le 24 mars 2022, le distributeur KMBO révèle une première affiche promotionnelle. On peut constater la présence de dos du personnage du Visiteur, toujours incarné par Florent Dorin, dans un Paris apocalyptique. Un mois plus tard, le 26 avril 2022, les premières images du film sont révélées, confirmant, entre autres, la date du 7 septembre 2022 pour la sortie en salle.
Le 20 juillet 2022, avec le compte officiel du film sur les réseaux sociaux, les équipes du film annoncent une tournée en France métropolitaine s'étalant entre le 18 août 2022 (Nice, Rennes, La Mézière, Bruz, Cagnes-sur-Mer) et le 6 septembre 2022 (Paris, Rosny-Sous-Bois).

### Date de sortie
Au moment du lancement du tournage, le distributeur KMBO prévoyait une sortie au cinéma pour le 12 octobre 2021. Un an plus tard, au 24 mars 2022, en parallèle de la révélation d'une première affiche promotionnelle, la date du 7 septembre 2022 est avancée.

### Critique
En France, le site Allociné donne une moyenne de 3,4⁄5, après avoir recensé 16 critiques de presse.
Pour sa sortie en salle, après près d'une décennie d'élaboration, le film est globalement salué par la critique. Pour celle du site Film actu, le film fait un carton plein en étant « une énorme claque et une réussite à tous les niveaux ». Selon le site, l'œuvre est tout public, des fans aux néophytes. Le film est « à la fois l’aboutissement de plus de 10 ans d’élaboration d’un univers unique, mais aussi un vrai film de SF accessible à tous, amené à devenir culte ».
Dans la même veine, Le Journal du Geek introduit sa critique en signifiant que « Le Visiteur du futur s’impose comme un métrage de science-fiction tenant aussi bien la route qu’il rend hommage à son héritage ». Dans sa conclusion, le site considère que le cinéaste a réussi à transposer son univers du web au cinéma « pour offrir de la science-fiction française d’un autre niveau » ; « Plus qu’un voyage temporel, c’est une belle et drôle aventure qui attend les spectateurs du présent ».
« (...) très bien ficelée » pour 20 Minutes, « malin et spectaculaire » pour Cinema Teaser, la critique de Première considère, elle aussi, que le film est « une très bonne surprise qui parvient à être plus excitante que les Marvel rincés récents »,,.
« Bonne surprise » pour l'hebdomadaire L'Obs, ce dernier résume sa critique à l'égard du long-métrage ainsi : « entre pure SF (science-fiction, ndlr) avec voyage dans le temps et distorsions du passé, course contre la montre et comédie cocasse, le film est alerte, plein de références et très efficacement ficelé ».
Plus mitigé, on peut citer la critique du Parisien, pour qui il n'y a « pas de quoi se tenir les côtes de rire non plus ». Cet aspect, a priori négatif de prime abord, est à mettre en perspective, selon le critique du journal, avec le niveau des productions françaises. Ainsi, « Le Visiteur du futur permet de passer un petit moment agréable, tout en s’élevant au-dessus des comédies franchouillardes grasses et bas du plafond qui déferlent régulièrement dans nos salles obscures ». Dans la même tonalité, Les Fiches du cinéma déclare « ce premier film, régressif et parfois approximatif, jou[ant] la carte de la comédie déjantée tout en exploitant légitimement l’horreur nucléaire ».
On retrouve dans les critiques presse des avis plus négatifs, comme celui de L'Écran Fantastique : « les incessants allers-retours entre présent et futur de quelques flics caparaçonnés et quelques résistants se courant après alimentent en action et en gags (bien lourdauds) le suivi du récit, son background en est désespérément absent, jusqu’à l’absurde ». Pour Le Figaro, « l'entreprise ne convainc pas vraiment », et ce, « malgré la présence d'Arnaud Ducret en patron de centrale nucléaire et les apparitions comiques de quelques youtubeurs célèbres, tels McFly et Carlito ». De son côté, Le Point déplore un film « jouant avec la vérité à propos de l'énergie nucléaire », regrettant la représentation du nuage issu de la catastrophe  qui « détruit les immeubles, casse en deux la tour Eiffel, met en charpie les voitures et, surtout, foudroie les humains dès qu'ils la touchent ».

### Box-office
Pour son premier jour d'exploitation au box-office français, Le Visiteur du futur enregistre 45 247 entrées, incluant les 27 245 entrées pour les avant-premières, le tout pour 452 copies. Grâce à ce nombre de tickets vendus, le film se classe en tête des nouvelles sorties de la semaine, devant Kompromat et ses 37 034 entrées. Au bout d'une première semaine d'exploitation, le long-métrage se classe en seconde position du box-office français, avec 147 188 entrées, derrière Kompromat (205 447) et devant Revoir Paris (142 841).
En deuxième semaine d'exploitation, Le Visiteur du futur engrange 83 842 entrées supplémentaires, derrière Revoir Paris (114 784) et devant Top Gun : Maverick (59 367). En troisième semaine, le film perd quatre places et descend à la huitième position du box-office avec 59 583 entrées supplémentaires, derrière Chronique d'une liaison passagère (82 643) et devant Bullet Train (46 357), pour un score cumulé de 290 613 entrées.
| Pays ou région | Box-office      | Date d'arrêt du box-office | Nombre de semaines |
| -------------- | --------------- | -------------------------- | ------------------ |
| France         | 332 370 entrées | 15 novembre 2022           | 10                 |
| Total mondial  | 2 316 810 $     | -                          | -                  |